# På rymmen med Felix och hans vänner
På rymmen med Felix och hans vänner (spanska: El lince perdido, engelska: The Missing Lynx) är en spansk-brittisk animerad film från 2008 animerad av studion Kandor Graphics. Filmen är regisserad av Raul Garcia och Manuel Sicilia efter ett manus av Raul Garcia, Manuel Sicilia, Jose E. Machuca.

## Handling
Felix, ett klumpigt och olyckligt lodjur, läggs in på ett återhämtningscenter i Doñanaparken för att läka från sina skador. Under hans vistelse attackeras centret av legosoldater anlitade av en excentrisk miljonär vid namn Noa, som har för avsikt att skapa en sorts Noaks ark för att rädda utrotningshotade arter. Av tacksamhet, eftersom de hjälpte honom att få sin förmögenhet. För detta anlitar han tjänsterna av en hänsynslös jägare som heter Nyman.
Tillsammans med Gus, en kameleont med kamouflageproblem; Bätty, en latinamerikansk get orädd för risker; Ann-Katrin, en hämndlysten falk; och Rupert, en mullvad far till en stor familj, kommer att förstöra Noas och Nyman planer.
Allt detta äger rum i landskapen i Andalusiens naturparker.

## Rollista

### Svenska röster
- Johan Reinholdsson – Felix
- Cecilia Lundh – Bätty
- Gunilla Orvelius – Ann-Katrin
- Peter Kjellström – Gus
- Anna Engh – Loetta
- Fredrik Hiller – Nyman
- Claes Ljungmark – Noa
- Mathias Blad – Rupert
- Anna Engh – Doktorn
- Anders Öjebo – Tjock soldat
- Nick Atkinson – Smal soldat
- Linus Lindman – TV-värd
- Niclas Ekholm – Varg

- Övriga röster – Andreas Eriksson, Benke Skogholt, Christian Jernbro, Daniel Bergfalk, Johan Wilhelmsson, Malin Granqvist
- Översättning – Lasse Karpmyr
- Regi – Mattias Söderberg
- Tekniker – Andreas Eriksson, Christian Jernbro, Daniel Bergfalk, Mattias Söderberg
- Svensk version producerad av KM Studio AB[5]